# 猬草
猬草（学名：Hystrix duthiei）为禾本科猬草属下的一个种。